# Schloss Slezské Pavlovice

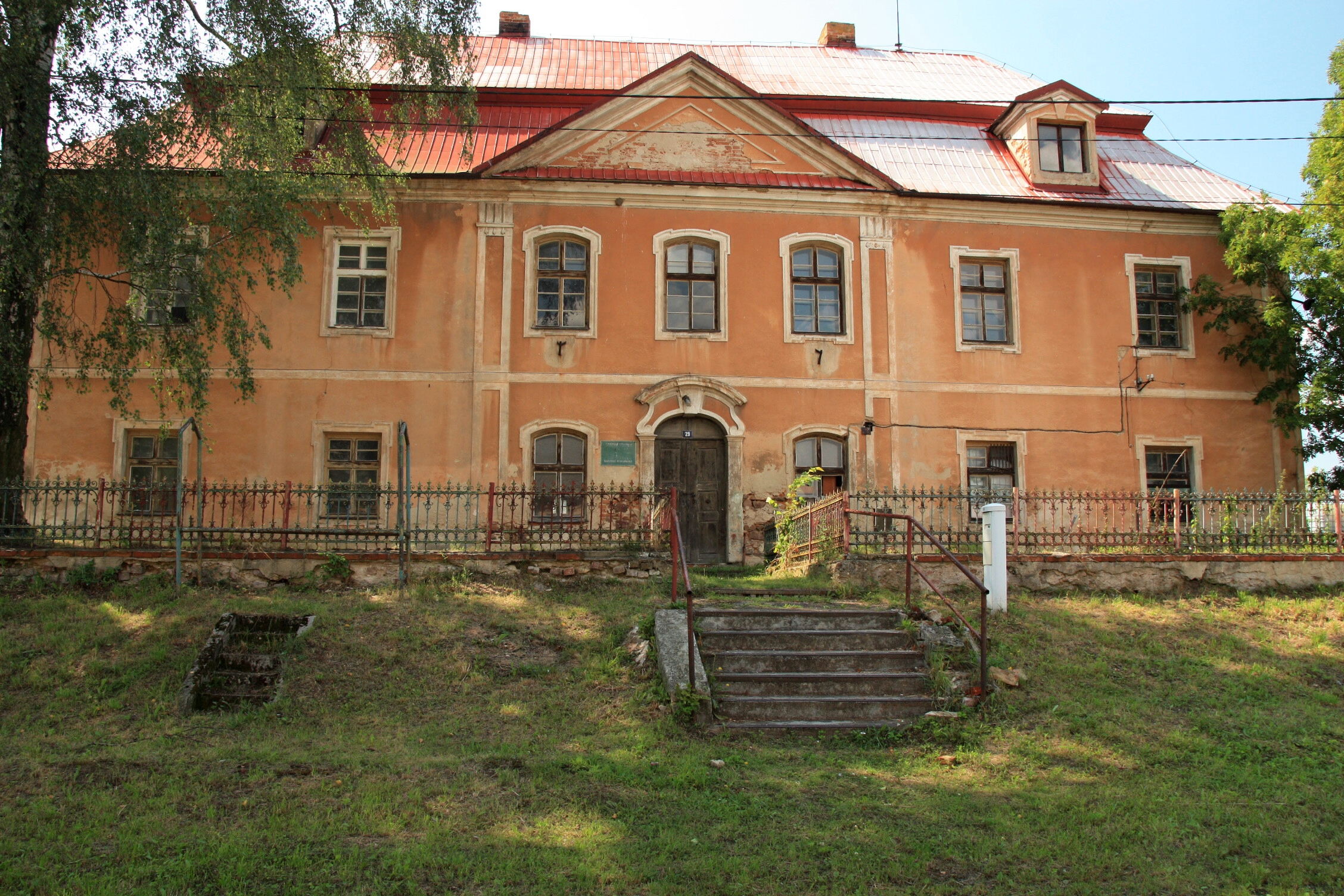
Schloss Slezské Pavlovice (2014)

Das Schloss Slezské Pavlovice (deutsch Schloss Deutsch Paulowitz) ist ein ehemaliger Herrensitz in der tschechischen Gemeinde Slezské Pavlovice im Okres Bruntál.

## Lage
Das Schloss befindet sich linksseitig des Baches Pavlovický potok (Laufgraben) im Zentrum des Dorfes Slezské Pavlovice.

## Beschreibung
Es handelt sich um ein einflügeliges, zweistöckiges Gebäude mit rechteckigen Grundriss und Mansarddach. Die Fassade wird durch Stuckverzierung und ein zwischen den Stockwerken umlaufendes Gesims gegliedert. In der Fassade über dem Haupteingang befindet sich ein Frontispiz. Seine heutige spätbarocke Gestaltung erhielt das Gebäude nach 1766 durch Johann von Mattencloit.

## Geschichte
Das Dorf Paulowitz bildete seit dem 13. Jahrhundert ein Lehn des Bistums Olmütz. Heinrich von Füllstein ließ in der zweiten Hälfte des 14. Jahrhunderts in Paulowitz eine Wasserfeste errichten. Später befand sich das Lehn im Besitz des Familienzweigs Sup von Füllstein. Stephan d. J. von Würben ließ die Feste nach 1557 zu einem Renaissanceschloss umgestalten. Die erste urkundliche Erwähnung des Schlosses erfolgte am 2. Juni 1571, als Bischof Wilhelm Prusinovský von Víckov den Georg Kamenohorský von Kamennahora und Tisnow mit dem Gut Teutsch Paulowitz einschließlich des neu erbauten Schlosses, eines Hofes und einer Brauerei belehnte. 1622 wurde das Schloss durch einen Brand beschädigt. Maximilian Bees von Chrostin (1650–1731), der das Gut 1684 erworben hatte, ließ das Schloss im Renaissancestil umbauen. Im Jahre 1766 kaufte Johann von Mattencloit das in Folge der Grenzziehung nach dem Ersten Schlesischen Krieg bei Österreich verbliebene und in eine isolierte Lage geratene Gut Teutsch Paulowitz, er ließ das Schloss im spätbarocken Stil umgestalten. Im 19. Jahrhundert wurden eine Terrasse und ein kleiner Landschaftspark angelegt.
Die Freiherren von Mattencloit hielten das Gut bis 1923 und veräußerten es schließlich an die Familie Just. Nach dem Ende des Zweiten Weltkrieges wurde die Familie Just enteignet. Das Schloss diente zunächst dem Staatsbetrieb Zdravotnického zásobování Praha als Lager für medizinischen Bedarf und wurde 1961 instand gesetzt. Später ging es in die Rechtsträgerschaft des Staatsgutes Slezské Pavlovice über. Der Schlosspark verschwand in den zweiten Hälfte des 20. Jahrhunderts. Im Jahre 2018 wurde das leerstehende Schloss privatisiert. Zwischen 2019 und 2021 erfolgte eine Sanierung. 
Seit 1958 ist das Schloss ein Kulturdenkmal.